# Kwieciszowice (przystanek kolejowy)
Kwieciszowice – przystanek osobowy w pobliżu Kwieciszowic, w gminie Mirsk, w powiecie lwóweckim, w południowo-zachodniej części województwa dolnośląskiego, w Polsce. Przystanek usytuowany jest na 146,812 km linii Wrocław Świebodzki – Zgorzelec i położony na wysokości 427 m n.p.m.. Posiada bezpośrednie połączenia do Wrocławia, Jeleniej Góry, Zielonej Góry, Węglińca oraz Lubania Śląskiego.

## Historia przystanku
Stacja znajduje się przy istniejącej od 1865 r. linii kolejowej nr 274. Otwarcie przystanku miało miejsce 20.09.1865 r.. Można do niego dojechać drogą asfaltową od Nowej Kamienicy albo drogą gruntową przez przejazd kolejowo-drogowy od Kwieciszowic.
Do początków XXI w. przy stacji znajdował się murowany budynek – dróżniczówka (wzniesiony jeszcze w XIX w.), jednakże przez wiele lat nie był on użytkowany, popadł w ruinę i w 2008 r. został rozebrany, a obecnie można odnaleźć jedynie pozostałości fundamentów. 
„Samo miejsce w którym zatrzymują się pociągi jest bardzo ubogo wyposażone. (...) Po prawej od widocznego na zdjęciu toru znajdziemy ślady po nieistniejących już szynach – biegnących tędy jeszcze za czasów, gdy ten odcinek linii 274 był dwutorowy. Według starych zdjęć (...) dojście do szyn było zabezpieczone ogrodzeniem, z wyjątkiem wytyczonego przejścia.” (cyt. za)
Od 13 grudnia 2020 przystanek na żądanie. 

## Ruch pasażerski
| Rok  | Wymiana pasażerska na dobę |
| ---- | -------------------------- |
| 2017 | 10-19                      |
| 2022 | 10-19                      |

## Galeria

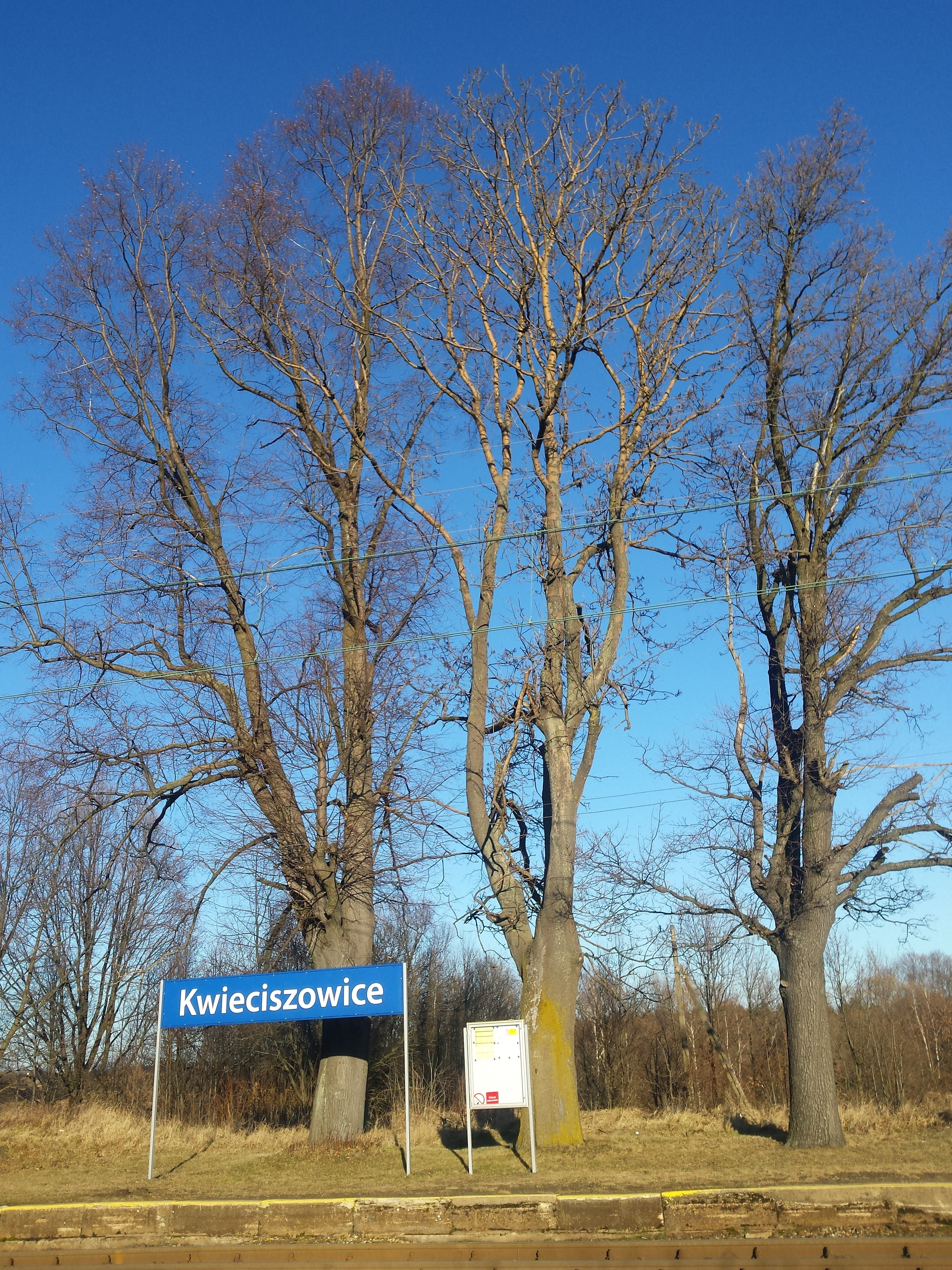
Miejsce przystanku wyznacza tablica z nazwą stacji oraz rozkład jazdy umieszczony w gablocie obok
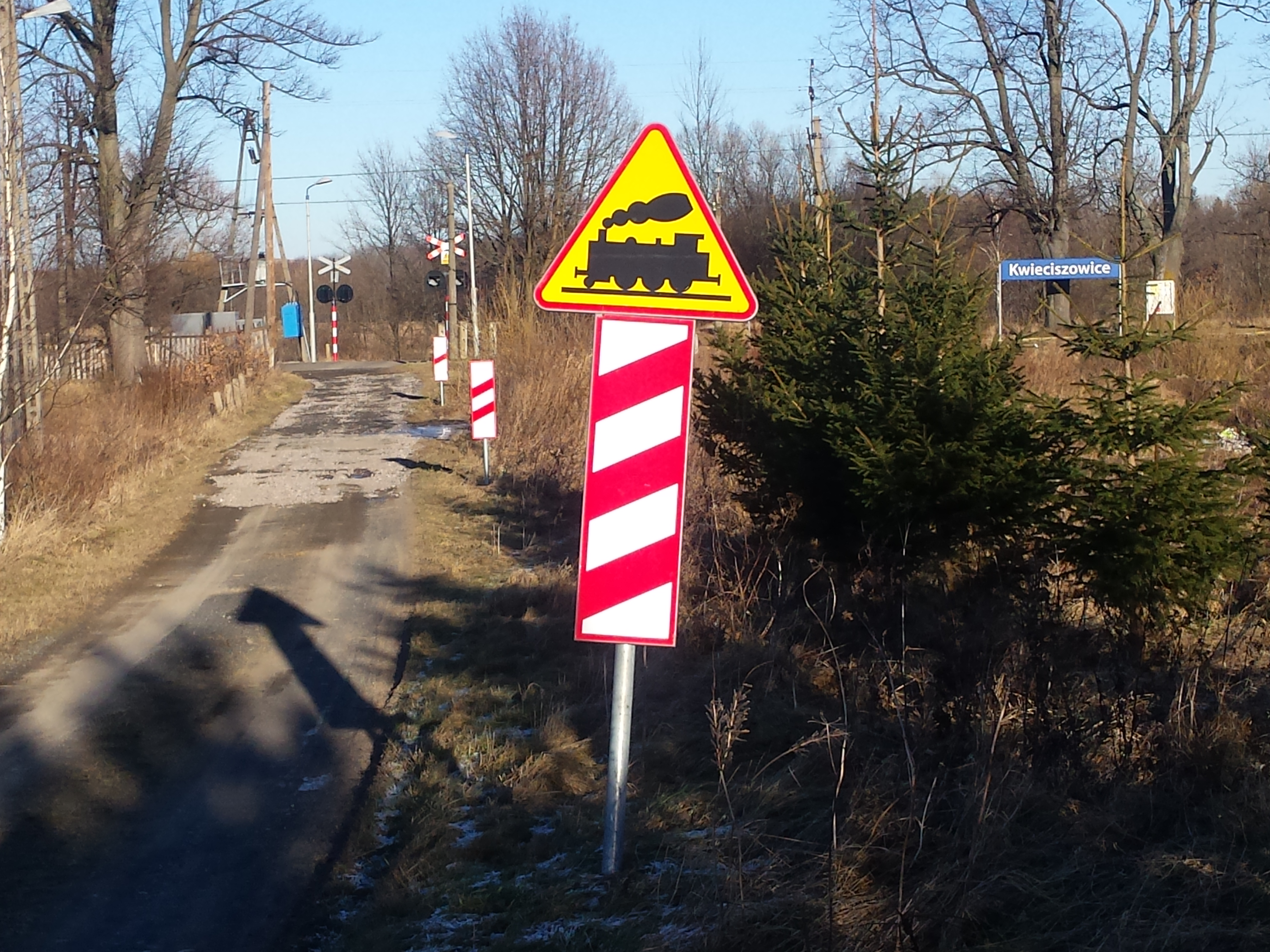
Widok na przejazd kolejowo-drogowy od strony Kwieciszowic
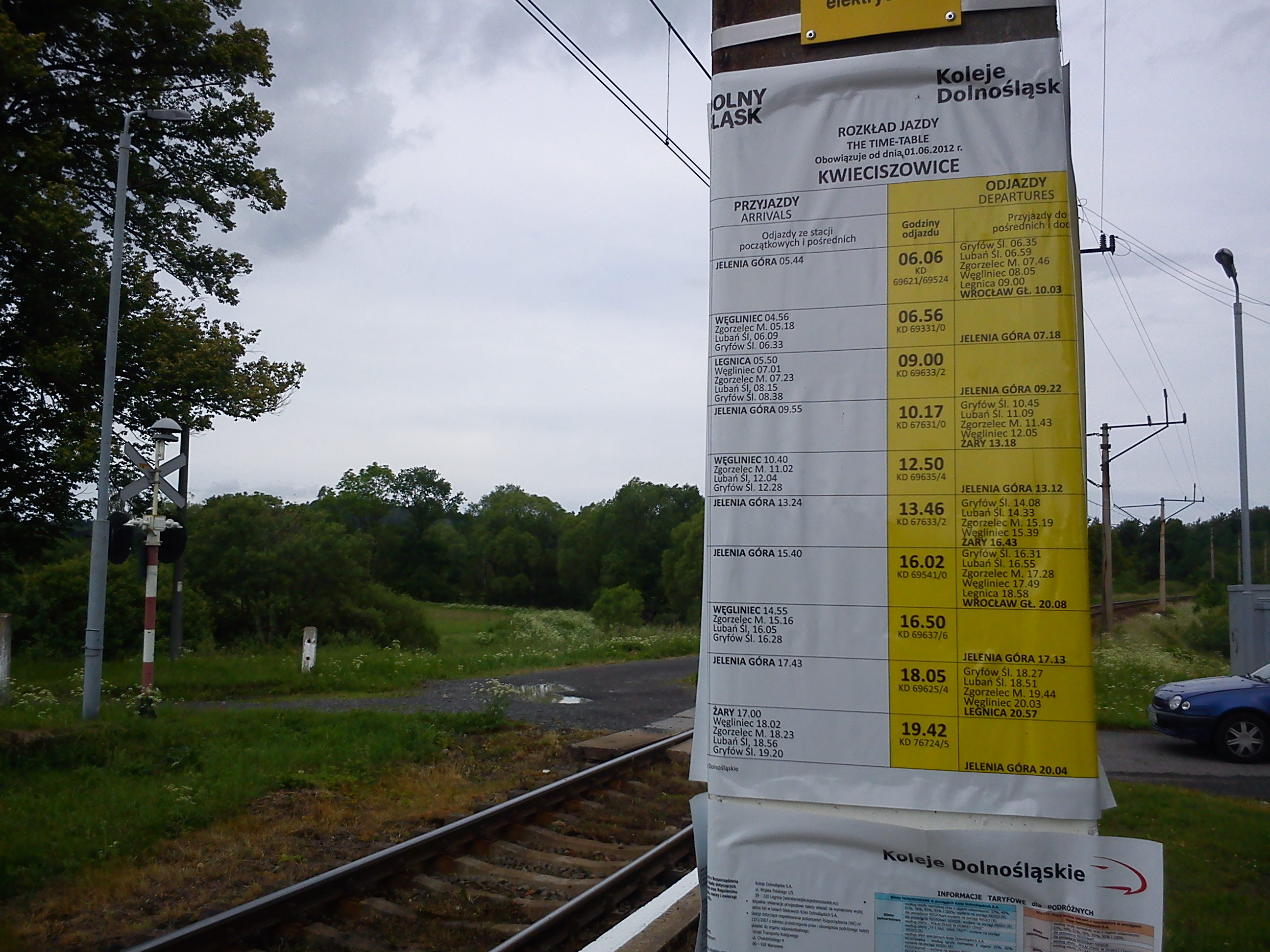
Dawna tablica informacyjna na przystanku kolejowym Kwieciszowice